# Chiesa libera wesleyana di Tonga
La Chiesa libera wesleyana di Tonga (Siasi Uesiliana Tau'ataina 'o Tonga in tongano) è una chiesa cristiana protestante di Tonga di orientamento metodista, fondata nel 1924. È la denominazione religiosa di Tonga che riunisce il maggior numero di fedeli. Tale chiesa è spesso citata come la Chiesa di stato di Tonga ma ciò non corrisponde al vero, dato che la costituzione non prevede una religione o una Chiesa di stato e garantisce la libertà religiosa; tuttavia, dato che questa Chiesa è strettamente legata alla monarchia regnante e la maggioranza dei membri della famiglia reale di Tonga vi fa parte, si può considerare di fatto una Chiesa di stato.

## Storia
I primi missionari metodisti arrivarono sull'isola nel 1822. Nel 1917, la regina Salote Tupou III sposò il principe ereditario Viliami Tungi Mailefihi (un seguace metodista). Nel 1924 cercò di realizzare una riunificazione tra la Chiesa libera di Tonga fondata da suo nonno George Tupou I nel 1885 e la locale Chiesa Wesleyana, legata alla Chiesa metodista dell'Australia. Su iniziativa della regina, venne organizzata una conferenza nelle cappelle reali del parco del palazzo di Nuku'alofa. Il progetto reale però non riescì pienamente perché Jazeb B. Watkin, presidente della Chiesa libera di Tonga sin dal suo inizio, rifiutò l'accordo con la regina e lasciò i locali della riunione. La regina quindi destituì Watkin e trasferì le proprietà e i beni della Chiesa libera di Tonga alla Chiesa libera wesleyana di Tonga, che creò nello stesso anno; il reverendo Setaleki Manu fu nominato primo presidente della nuova chiesa unificata. La Chiesa venne chiamata "libera" per sottolineare la sua indipendenza da altre Chiese e "wesleyana" per sottolineare la gratitudine del popolo tongano verso i missionari metodisti che avevano evangelizzato il Paese. Una minoranza dei presbiteri e dei fedeli della Chiesa libera di Tonga rimase con Watkin, ma dopo la sua morte (avvenuta nel 1925) la Chiesa libera di Tonga andò incontro ad una scissione, da cui nacque nel 1928 la Chiesa di Tonga.
La Chiesa libera wesleyana di Tonga è entrata a far parte del Consiglio ecumenico delle Chiese nel 1975. Fa parte anche del Consiglio mondiale delle Chiese metodiste, della Conferenza delle Chiese del Pacifico e del Consiglio nazionale delle Chiese di Tonga. La Chiesa libera wesleyana di Tonga è stata una Congregazione all'interno della Chiesa metodista dell'Australasia fino al 1977; in tale anno la Chiesa metodista dell'Australasia ha cessato di esistere in seguito alla costituzione in Australia dell'Uniting Church, per cui la Chiesa libera wesleyana di Tonga è diventata completamente autonoma.
Attualmente i missionari della Chiesa libera wesleyana di Tonga lavorano nell'Australia settentrionale, nelle Isole Salomone, nelle Figi, nelle Hawaii e nella costa occidentale degli Stati Uniti d'America. Sono state costruite chiese all'estero, anche in Australia, Nuova Zelanda e Stati Uniti d'America.

## Organizzazione
La Chiesa conta 216 parroci e 157 parrocchie. È stata fondata come ente sovrano e quindi ha stipulato trattati bilaterali con i paesi occidentali che hanno una chiesa wesleyana indipendente. Nel sistema della Chiesa libera wesleyana di Tonga i predicatori devono essere ordinati chierici, un processo che richiede dai 3 ai 5 anni e può comportare diverse fasi di approvazione e apprendistato. Attualmente i chierici non sono tenuti a frequentare il seminario teologico, perché spesso in passato questo creava una carenza di insegnanti nelle scuole ecclesiastiche. I candidati al sacerdozio che frequentano il seminario, infatti, non sono disponibili per altro. La Chiesa permette al suo clero di sposarsi. 

## Formazione scolastica
La Chiesa libera wesleyana di Tonga gestisce il 30% delle scuole di Tonga, che sono generalmente considerate le migliori scuole religiose. Molti genitori scelgono di mandare i propri figli in queste scuole per l'educazione morale: si insegna loro l'obbedienza, il duro lavoro, le buone maniere e il rispetto, tutti valori considerati alti a Tonga. Come in altre scuole, generalmente non ci sono lezioni il venerdì: questo giorno è utilizzato per la pulizia della scuola. Tutte le scuole a Tonga sono mantenute dagli studenti. Le uniformi scolastiche sono nei colori della Chiesa: blu reale e bianco.